# Ligonier (Pensilvania)
Ligonier es un borough ubicado en el condado de Westmoreland en el estado estadounidense de Pensilvania. En el año 2000 tenía una población de 1.695 habitantes y una densidad poblacional de 1,344.6 personas por km².

## Geografía
Ligonier se encuentra ubicado en las coordenadas 40°14′40″N 79°14′13″O / 40.24444, -79.23694.

## Demografía
Según el censo de 2000, el borough cuenta con 1.695 habitantes, 827 hogares y 459 familias residentes. La densidad de población es de 1,335.6 hab/km² (3,482.5 hab/mi²). Hay 907 unidades habitacionales con una densidad promedio de 714.7 u.a./km² (1,863.5 u.a./mi²). La composición racial de la población del condado es 99.76% Blanca, 0.06% asiática y 0.18% de dos o más razas.  El 0.35% de la población es de origen hispano o latino cualquiera sea su raza de origen.